# Arundel (Nouvelle-Zélande)
Pour les articles homonymes, voir Arundel.
Arundel est une petite localité rurale de la région de Canterbury, située dans l’Île du Sud de la Nouvelle-Zélande.

## Situation
Arundel est située à environ 15 km au nord de la ville de Geraldine. Elle est localisée près de la berge sud du fleuve Rangitata, à 3 km à partir de la forêt de Peel (en), une forêt extensive de podocarpes avec une présence en abondance d’oiseaux. Arundel est une zone plate et fertile, avec des champs mais aussi de nombreux grands arbres matures.

## Histoire
Arundel a eu une certaine importance historique. Le pont proche, passant au-dessus du fleuve Rangitata, fut construit en 1872, et était le seul pont reliant le sud de la région de Canterbury jusqu’en 1930, quand le pont routier de la route State Highway 1/S H 1 fut construit. Ceci donna à la ville d’Arundel une position importante de la région de South Canterbury, quand le pont fut terminé et le site du village fut conservé en 1874, deux ans après la construction du pont.

## Population
La population de la ville d’Arundel n’a jamais dépassé les 100 habitants.

## Activités économiques
La société nommée Arundel Lumber Company Ltd fonctionne au niveau de la ville d’Arundel depuis 1951, fabriquant du bois de Pinus radiata provenant de la production forestière de la région de South Canterbury (en), à raison d’environ 30 m3 de troncs sciés par jour. Il y a un petit cimetière au sud-ouest du village, avec plus de 160 tombes, que l’on atteint en passant à travers une avenue de cerisiers en fleurs,,,.